# Pascal Bodjona
Pour les articles homonymes, voir Steve Bodjona.
Pascal Akoussoulèlou Bodjona, né le 17 mai 1966, est un homme politique togolais. 

## Biographie
Il fut ministre d'État pour l'Administration territoriale, la décentralisation et les collectivités locales ainsi que porte-parole du gouvernement du Togo du 13 décembre 2007 au 11 juillet 2012. Le 1er septembre 2012, il est arrêté par la police du Togo à la suite de la plainte déposée le 30 août par Abbas Youssef dans l'affaire d'escroquerie dont ce dernier est victime. En prison depuis le 21 août 2014, Il est libéré samedi 6 février 2016.  Depuis le 23 Décembre 2023, il est nommé conseillé spécial du chef d'état en ce qui concerne les affaires politiques.